# Casa de Coco – Restaurante de Familia
Casa de Coco – Restaurante de Familia is een counterservicerestaurant in Frontierland in het Disneyland Park in Disneyland Paris. Het opende samen met het park in 1992 onder de naam Fuente del Oro Restaurante. Het serveert Mexicaanse gerechten zoals burrito's.

## Fuente del Oro Restaurante
Het restaurant opende op 12 april 1992 samen met het park als Fuente del Oro Restaurante. Het gebouw bevindt zich recht tegenover Big Thunder Mountain en is geïnspireerd op een traditionele Spaanse hacienda, met lemen muren en houten daken voor schaduw en details. De binnenplaats was voorzien van een centrale fontein.

### Stuntshow
In 1992 en 1993 waren de daken en balkons van het restaurant het decor van een stuntshow met de figuren van de tv-serie Zorro, die in de jaren tachtig populair werd in Frankrijk. Ondanks de show goed werd ontvangen door het publiek werd deze in 1993 toch stopgezet om problemen met de doorstroming in het gebied en de werking van het restaurant te vermijden.

### Coco
Na de release van de Pixar-film Coco kreeg het restaurant een overlay als onderdeel van het Halloween-evenement in 2017, met de toevoeging van verschillende Dia de los Muertos-decoraties geïnspireerd op de film en een figuur van Dante op de binnenplaats.

## Transformatie naar "Casa de Coco"
In maart 2023 maakte Disney bekend dat Fuente del Oro zou worden getransformeerd tot Casa de Coco – Restaurante de Familia. Het restaurant werd volledig vernieuwd en opnieuw gedecoreerd en heropende op 29 juli 2023.